# Aston Martin Vanquish Zagato
La Aston Martin Vanquish Zagato è un'autovettura gran turismo prodotta in edizione limitata dalla casa automobilistica britannica Aston Martin, in collaborazione con la carrozzeria Zagato, presentata nel 2016 con previste consegne dal 2017.

## Tecnica
La Vanquish Zagato si basa sulla Aston Martin Vanquish del 2012. Il corpo vettura è composto da plastica rinforzata con fibra di carbonio, ma è stato modificato rispetto alla sportiva britannica da cui deriva. Così è stata rivista anche la calandra che è stata allargata, composta da una trama a "Z" con dei fendinebbia circolari a LED integrati; inoltre è dotata di uno spoiler retrattile posteriore e il tettuccio, chiamato Zagato "Double Bubbles", presenta le due classiche gobbe del carrozziere milanese. Il posteriore richiama la V12 Zagato, con una coda stile "fastback" e dei fari posteriori circolari tridimensionali.
Ulteriori elementi di design sono stati ripresi dalla One-77 e dalla DB11. All'interno è presente un abitacolo in pelle con i loghi "Z Z" applicati a vari componenti degli interni. Le prestazioni del motore V12 5.9 litri sono state aumentate a 441 kW (600 CV); la vettura accelera in 3,5 secondi da 0 a 60 mph (0-96 km/h).